# Kuroshitsuji: Book of the Atlantic
Kuroshitsuji: Book of the Atlantic (劇場版「黒執事 Book of the Atlantic」 Gekijō-ban Kuroshitsuji: Book of the Atlantic?) es una película japonesa animada sobre desastres sobrenaturales de 2017 basada en la serie de manga, Kuroshitsuji escrita e ilustrada por Yana Toboso. La película fue producida por A-1 Pictures, dirigida por Noriyuki Abe y escrita por Hiroyuki Yoshino, con diseños de personajes de Minako Shiba y música de Yasunori Mitsuda. Se estrenó en Japón el 21 de enero de 2017.
Unos meses después de su estreno en Japón, Funimation anunció que habían obtenido la licencia y proyectarían la película en un estreno limitado en cines de Norteamérica a finales de junio de ese año.

## Sinopsis
La historia se basa en el hundimiento del Titanic en 1912. Ciel, Sebastian y Snake abordan el lujoso transatlántico Campania en su viaje inaugural para investigar la misteriosa Sociedad Aurora, de la que se rumorea que realiza experimentos poco éticos para resucitar a los muertos. A bordo también está Elizabeth y su familia. En una reunión secreta de la Sociedad Aurora, Ciel y Sebastian ven al Doctor Rian Stoker usar una máquina para reanimar a una mujer muerta, quien comienza a atacar y matar a los asistentes. Ciel se encuentra atrapado en la carga del barco con Elizabeth y Snake, donde se dan cuenta de que Stoker trajo miles de cadáveres reanimados más a bordo. Sebastián los rescata. Al interrogar a Stoker, Ciel descubre que un lote aún mayor de cadáveres está almacenado en otra área del barco; ese grupo se despierta rápidamente y comienza a matar a la tripulación y a los pasajeros del barco. En medio del caos, el barco choca contra un iceberg y comienza a hundirse, dándoles a Sebastian y los Grim Reapers, incluido Grell, solo unas pocas horas.
El grupo descubre que Undertaker estaba detrás de los cadáveres reanimados y que él mismo es un Grim Reaper. Mientras lucha contra él, Sebastian es herido por la guadaña mortal del Undertaker y se reproduce su carrete cinematográfico; Undertaker es testigo de los primeros momentos de la relación de Ciel y Sebastian, cuando Ciel invocó al demonio, cuando regresaron a casa, y Sebastian entrenó a Ciel para sus deberes reales hasta que reingresó a la sociedad, recibiendo su título como Earl Phantomhive. Stoker cae y muere; Ciel puede arrebatar los relicarios funerarios del Enterrador mientras Reaper escapa. Sebastian y Ciel apenas logran escapar del barco hundido en un bote salvavidas, pero se encuentran rodeados por los cadáveres restantes. Sabiendo que los cadáveres atacarán a los otros supervivientes si intentan escapar, Sebastian no tiene más remedio que luchar contra todos ellos él mismo para proteger a Ciel. Al amanecer, con todos los cadáveres eliminados, aparece un barco de rescate para salvarlos.
En los créditos posteriores, William rescata a Grell y Ronald, regañándolos por fallar en su tarea, mientras Sebastian y Ciel se encuentran con sus amigos a bordo del bote de rescate.

## Producción
Se anunció una adaptación cinematográfica animada del manga en la cuenta oficial de Twitter del anime el 10 de octubre de 2015, y el elenco de la televisión de anime regresó para repetir sus papeles en la película. Más tarde se reveló en febrero de 2016 que la película sería una adaptación del arco argumental del manga Gōka Kyakusen (volúmenes 11-14), titulado Black Butler: Book of the Atlantic, con el personal principal del anime Black Butler: Book of Circus. La serie de televisión también regresa. La película se estrenó en los cines japoneses el 21 de enero de 2017. Sid interpretó el tema principal de la película, titulado "Glass Eye".